# Bombylius meigeni
Bombylius meigeni är en tvåvingeart som beskrevs av Neal L. Evenhuis och Greathead 1999. Bombylius meigeni ingår i släktet Bombylius och familjen svävflugor.
Artens utbredningsområde är Tyskland. Inga underarter finns listade i Catalogue of Life.